# Kaple svaté Anny (Skuteč)
Kaple svaté Anny leží poblíž v údolí Anenského potoka za Skutečskou vodárnou nedaleko obce Štěpánov. Toto místo přitahovalo návštěvníky již v období po první světové válce, kdy zde stával hostinec nazývaný „Svatoanenské lázně“, fungující ještě v šedesátých letech 20. století. Nad pramenem nikdy nezamrzající železité vody, která byla v okolí tradičně považována za léčivou, byla kaple sv. Anny postavena v roce 1831 z milodarů poskytnutých po vypuknutí epidemie cholery. Ke kapli se konaly 26. července slavné svatoanenské poutě ještě v roce 1969 a na přírodním parketu odpolední taneční zábavy.
V době první republiky si zde postavil vilu houslový virtuos Váša Příhoda, kde jej často navštěvoval za účelem soukromých koncertů hudební skladatel Vítězslav Novák. V Anenském údolí se v šedesátých letech 20. století odehrávaly i mezinárodní motokrosové závody, mnohdy i poškozující přírodní krásy strmých strání nad říčkou. V té době též paradoxně zanikla (zarostla) široká pohodlná vozová cesta podél říčky, používaná pouze pro pěší, ke kapli sv. Anny a lázním s aparaturou čerpající podzemní vodu. Přístup k poutnímu místu je dnes od centra Skutče možný pouze ze silnice na Štěpánov.